# Étang de Palo
L'étang de Palo (Palu en langue corse) est une lagune située en Corse, au sud de Ghisonaccia et au nord de Sari-Solenzara. Le fleuve Travo passe au sud.

## Géographie
L'étang de Palo se situe dans la plaine orientale de Corse, partagé en deux jusqu'au grau par une ligne orientée nord-sud, le « côté mer » avec le lido sur la commune de Serra-di-Fiumorbo et le « côté terre » sur la commune de Ventiseri. La partie orientale faisant partie de Serra-di-Fiumorbo (A Sarra di Fium'Orbu), se trouve dans le Parc naturel régional de Corse.
L'étang de Palo est le quatrième plus grand étang de Corse, après l'étang de Biguglia, l'étang de Diana et l'étang d'Urbino. Il est la propriété du Conservatoire du littoral.
L'étang est partagé latéralement en son milieu par une presqu'île nommée Isola, qui sépare la localité de Vix (Ventiseri) traversée par la RT 10 (ex-RN 198) au nord, et Vix Sottano au sud. L'étang est alimenté par deux petits cours d'eau dans sa partie méridionale : le ruisseau de Milelli et celui de Canalana.
Son grau semi-naturel ouvre sur la mer Tyrrhénienne. Il est dragué épisodiquement par un pêcheur.
Des activités de pêche et d'élevage y sont pratiquées, de même que chasse et baignades en saison.
Le nord de l'étang est constitué de zones humides, soit près du quart de la superficie de l'étang.
Au début du XVIe siècle, le contemporain Agostino Giustiniani en disait :

« Nous allons maintenant décrire la côte en allant du midi au nord. On rencontre d'abord la Solenzara, qui prend sa source dans les montagnes non loin de la mer. Cette rivière est assez forte ; elle peut porter des embarcations légères et même des brigantins. L'Office y a fait bâtir une tour il y a quelques années, pour défendre la côte contre les infidèles. Puis vient une suite de rochers appelée la Molinaggia, puis le Trave, l'étang de Covasina qui a sept milles de circuit et est très poissonneux  ; l'Abbatesco, le Fium'orbo, nommé plus haut, qui peut porter des barques ; l'étang d'Urbino, qui fournit des poissons et des huîtres d'assez mauvaise qualité, et enfin le Tavignano ou fleuve d'Aleria, dont nous avons parlé plus haut. »

— Mgr Giustiniani in Dialogo nominato Corsica, traduction Lucien Auguste Letteron in Histoire de la Corse, Description de la Corse - Tome I, p. 35

## Étang de Palu site Ramsar[1]
Le site Ramsar "Étang de Palu" s'inscrit dans une série de zones humides presque continues s'étendant sur près de 10 kilomètres sur le littoral de la plaine orientale de Corse. Cette bande du littoral concerne les communes de Prunelli-di-Fiumorbo, Serra-di-Fiumorbo et Ventiseri. Le site comprend l'étang de Palu au sud, le marais de Canna et l'étang de Gradugine situés entre le Fium'Orbu et l'Abatesco au nord, et entre deux, plusieurs petits marais. L'ensemble appartient au Conservatoire du littoral.
Il est repris à l'inventaire des ZNIEFF et du réseau européen de sites naturels ou semi-naturels Natura 2000 (ZSC). Il est géré par le Département de la Haute-Corse.
Selon la typologie Ramsar, la zone humide de l'étang de Palu est de type lagunes côtières saumâtre/salées, rivages de sable fin, grossier ou de gros galets, mares/marais salins/saumâtres/alcalins saisonniers/intermittents, mares/marais salins/saumâtres/alcalins permanents.
Les menaces potentielles sont l'eutrophisation.
Le site est l'un des plus grands ensembles de sansouires de Corse dans lequel se juxtaposent des biotopes très variés, des zones humides aux conditions écologiques et aux habitats très différents.
L'avifaune nicheuse est plus abondante au nord (zone Canna-Gradugine) où l'eau est douce et les habitats plus favorables à la nidification. Cependant, certaines espèces comme le héron pourpré ou le busard des roseaux, viennent se nourrir à Palu. Le site est fréquenté par de très nombreux oiseaux hivernants (ardéidés, foulque macroule, etc), et riche en chiroptères, poissons (aphanius de Corse, anguille, etc.) reptiles (cistude, tortue d'Hermann, etc).
La flore est originale avec l'hibiscus à 5 fruits (en), le genêt de l'Etna, etc. espèces végétales protégées.